# 神戸市立北須磨小学校
神戸市立北須磨小学校（こうべしりつ きたすましょうがっこう）は、兵庫県神戸市須磨区離宮西町2丁目にある公立小学校。

## 沿革
- 1958年12月 - 円形校舎竣工[1]。1959年に神戸市立西須磨小学校分校として発足。
- 1960年4月 - 神戸市立西須磨小学校より分離開校。
- 1995年 - 兵庫県南部地震により当校が避難所となる。[2]

## 教育目標
豊かな心を持ち、仲間とともに、たくましく生きる北須磨っ子 たくましい子 思いやりのある子 自ら学ぼうとする子 命を大切にする子

## 学校行事
4月　着任式、始業式、全国学力テスト、神戸市学力テスト
5月　１年生を迎える会
6月　運動会
7月　個別懇談会、終業式
9月　始業式、自然学校(５年生)
10月　音楽会
11月　修学旅行、(音楽会)
12月　個別懇談会、終業式
1月　始業式、書初会、避難訓練、追悼集会、授業参観
2月　学校保健委員会
3月　卒業式、離任式、修了式

## 通学区域
- 神戸市須磨区[3]
  - 桜木町1～3丁目
  - 須磨寺町1～5丁目
  - 高尾台1～3丁目
  - 高倉町1～2丁目
  - 月見山町1～3丁目
  - 西須磨(鉄拐・第二神明道路より北側の地域を除く)
  - 東須磨(月見山・月見山下・新池・東須磨)
  - 水野町
  - 離宮西町1～2丁目
  - 離宮前町1～2丁目

## 進学先中学校
- 神戸市立高倉中学校

## 交通アクセス
- 山陽電気鉄道本線 月見山駅から北西700m、須磨寺駅から北東500m
- 神戸市バス 71・72・75系統「離宮公園前」より北50m

## 校区内の主な施設
- 須磨寺
- 松風村雨堂
- 須磨離宮公園

## 著名な出身者
- 大橋未歩（フリーアナウンサー、元テレビ東京アナウンサー）[4]

## 通学区域が隣接している学校
- 神戸市立高倉台小学校
- 神戸市立多井畑小学校
- 神戸市立横尾小学校
- 神戸市立東須磨小学校
- 神戸市立西須磨小学校
- 神戸市立塩屋北小学校